# نائو هیبینو
نائو هیبینو (انگلیسی: Nao Hibino؛ زادهٔ ۲۸ نوامبر ۱۹۹۴) تنیس‌باز زن اهل ژاپن است.